# Ribera de Noedes
La Ribera de Noedes és un riu de la comarca del Conflent, a la Catalunya del Nord, que neix en el terme de Noedes, el travessa de nord-oest a sud-est, i discorre posteriorment pel de Conat, on s'uneix amb la Ribera d'Orbanyà per tal de formar el Callan.

## Terme de Noedes
El riu es forma per la unió de la Ribera dels Camps Reials i la Ribera de Torrelles. Tot seguit, rep per l'esquerra el Rec de l'Eixart i poc després el del Portell; al cap de poc, per la dreta el Comall de la Roureda, amb el Comall Forat i el Rec de Mont Coronat, encara per la dreta rep, seguits, el Comall de la Cauna de l'Aigua, la Llisera dels Tallats i la Llisera de l'Ós, per l'esquerra el Rec de les Teixoneres, el Comall de l'Aliguer i el Comall de la Font, davant del qual, ara per la dreta, doncs, arriba el Rec de la Coma dels Tallats. Tot seguit, la Ribera de Noedes passa pel costat meridional del poble que li dona el nom. Just davant del poble rep per la dreta el Rec de la Coma de Pitxó, troba el Molí Vell, i ran de molí arriba per l'esquerra el Comall de la Font d'Aram, o de l'Abeurador, continuació del Rec de l'Iglésia. Poc després, per la dreta arriba el Rec del Travès, per l'esquerra el Comall de les Salines, per la dreta el Rec del Mallet i la Llisera del Mallet, quasi seguits, després per l'esquerra el Rec de Bertran, part d'avall del Rec Eixut i del Rec de les Creus, i, ja al límit del terme, hi arriba per la dreta el Rec de Mallargona, que duu les aportacions del Comall Fosc, del Comall de la Font de Coms, del Comall de la Serra Pelada, el Comall del Roc de l'Emboquidor, del Comall Creus, del Comall de la Socarrada i del Comall de les Cabres. Tot seguit, la Ribera de Noedes abandona el terme d'aquest nom i entra en el de Conat.

## Terme de Conat
Ja dins d'aquest terme, el riu agafa una direcció més d'oest a est, rep per la dreta els còrrecs de Prats i del Bac, tot seguit per l'esquerra els dos Comall de l'Alzinar, i al cap de poc per la dreta el Còrrec de l'Artigassa, just després de deixar enrere el Molí de Vellans. Passa pel costat de migdia del poble de Vellans, on rep, alhora per l'esquerra el Comall de Vellans, que travessa aquest poble, i per la dreta el Còrrec dels Clots del Bosc, de llarg recorregut, que aporta també els còrrecs de la Serra Pelada, del Bosc de Serra Pelada i del Bac de Vellans. Just a llevant del poble rep per l'esquerra el Comall del Grau del Pont, i tot seguit, pel mateix costat, el Comall del Serrat del Pont i el del Vinyer. Tot seguit hi arriba per la dreta el Còrrec del Desferrador, els de Coma Seca, amb els dos comalls del mateix nom, el Comall de Cova Roja, el Comall dels Baussos, el del Forn, el de la Cometa Negra, el de les Caunes Negres, o de la Cauna, el de les Estelles, o de Poblà, i el de Quintana. Tot seguit, passa al sud del poble de Conat i s'ajunta amb la Ribera d'Orbanyà per tal de formar el Callan.